# Johannes Reinelt
Johannes Reinelt (né le 5 août 1858 à Kreuzendorf, arrondissement de Leobschütz (de), mort le 16 janvier 1906 à Breslau) est un écrivain allemand en silésien.

## Biographie
Johannes Reinelt est issu d'un milieu très simple, fils de Karl Reinelt, tisserand et gardien de nuit, et doit apprendre le métier de cordonnier à la demande de ses parents. Comme l'enseignant responsable du village lui fait confiance pour fréquenter un lycée, il le soutient pendant plusieurs années avec des cours privés gratuits.
En 1875, Reinelt est retenu pour entrer au séminaire de St. Annaberg, mais il ferme en raison du Kulturkampf. Grâce à son professeur, Reinelt entre au séminaire pédagogique de Zülz. En 1878, Reinelt réussit cette formation.
Pendant son séjour au séminaire, Reinelt commence à s'intéresser à la littérature de sa patrie et à écrire lui-même. Il choisit le pseudonyme Philo vom Walde. En plus de son travail de fiction, Reinelt aborde les méthodes naturopathiques du fermier de Gräfenberg Vincenz Priessnitz dans des essais. Reinelt commente souvent des sujets régionaux dans des feuilletons de journaux, dont Die deutsche Volksstimme. Le compositeur Paul Mittmann (de) met en musique plusieurs poèmes de Reinelt, dont Mein Schlesierland et Schlesier-Lied (Kehr ich einst zur Heimat wieder).
Après quelques remplacements et des emplois temporaires, Reinelt devient professeur à Körkwitz en 1882. Deux ans plus tard, il est transféré à Neisse et, en 1902, en tant que professeur principal à la Pestalozzi-Schule de Breslau.
En 1912, la ville de Breslau érige un monument en marbre de Silésie près de cette école. Ce monument est détruit après la Seconde Guerre mondiale. En 1923, le monument de Reinelt est érigé non loin de son village natal dans la ville de Leobschütz. Le créateur des monuments de Breslau et de Leobschütz ainsi que de la tombe du cimetière de Breslau est son ami, le sculpteur austro-silésien Josef Obeth (de).